# 2007 en Lorraine
Chronologie de la Lorraine
- 2003
- 2004
- 2005
- 2006
- 2007
- 2008
- 2009
- 2010
- 2011

Cette page est une liste d'événements qui se sont produits durant l'année 2007 en Lorraine.

## Éléments de contexte
En 2006, 2007, 2008 et 2010, Nancy a été élue « ville la plus agréable de France » par le magazine Le Nouvel Observateur.

## Événements

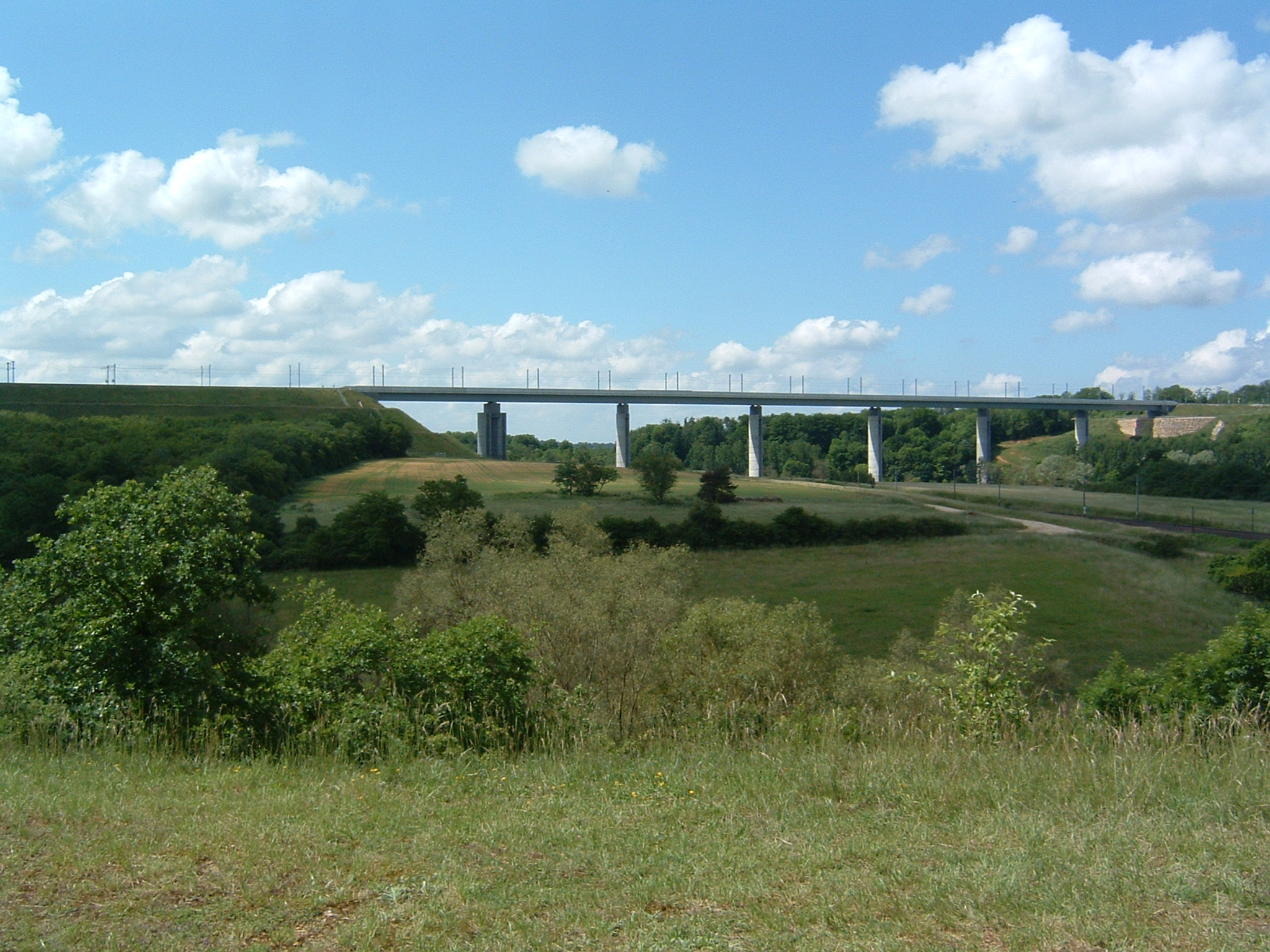
Viaduc de Jaulny sur la LGV Est

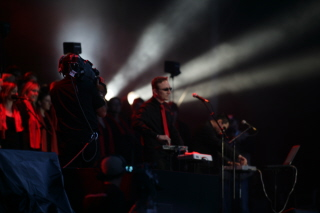
Marboss en concert à Louvigny en 2007

- Inauguration de la LGV Est européenne[1], ouverture de la Gare de Lorraine TGV.
  - Marboss compose une musique intitulée Train Grande Vitesse de l’Est qui deviendra l’hymne officiel de l’inauguration de la LGV Est européenne et de l’arrivée du TGV-EST en Lorraine. Il jouera sur scène devant 19 000 personnes lors de l’inauguration de la Gare SNCF de Louvigny le 15 juin 2007[2] avec Patricia Kaas, la Star Academy, les 500 choristes...
- Le FC Metz est champion de Ligue 2, remontée en Ligue 1.
- Handball Metz Moselle Lorraine remporte le titre national de handball féminin et la Coupe de la Ligue française de handball féminin.
- Création du gratuit nancéien Metropolis[3].
- Les Brasseurs de Lorraine élus brasserie de l'année[4]
- Début des travaux de construction du Centre Pompidou-Metz[5].

### Mars
- 29 mars : en Meuse, un jeune homme décède dans l'explosion d'un obus qu'il manipulait dans son jardin. Les démineurs découvrent 2,5 tonnes d'explosifs à son domicile.

### Juin
- 2 juin à Nancy : cinquième marche des fiertés LGBT (Gay pride)[6]
- 10 juin : les premiers TGV commerciaux arrivent en Lorraine[7].
- 10 et  17 juin, sont élus députés pour la XIIIe législature (2007-2012):
  - en Meurthe-et-Moselle :
    - Laurent Hénart, réélu dans la 1re circonscription en battant Mathieu Klein avec 50,80 % des suffrages[8]. Il est membre du groupe d'études sur le problème du Tibet de Assemblée nationale[9].
    - Hervé Féron, 2e circonscription, groupe socialiste, radical, citoyen et divers gauche, membre de la commission des Affaires culturelles et de l'Éducation.
    - Valérie Debord, 3e circonscription - UMP : 43,38 % au 1er tour ; qualifiée pour le 2d tour ; élue avec 51,37 % des voix
    - Jacques Lamblin, UMP, dans la quatrième circonscription de Meurthe-et-Moselle avec 57,85 % des suffrages au second tour. À l'Assemblée nationale, il est membre de la commission de la défense.
    - Nadine Morano, réélue avec 52,82 % des voix au second tour, face à la socialiste Michèle Pilot[10], elle est nommée, durant cette législature, à la commission de la Défense nationale et des Forces armées le 27 juin 2007, puis à la commission d'enquête sur les conditions de libération des infirmières et du médecin bulgares détenus en Libye et sur les récents accords franco-libyens le 16 octobre suivant[11].
    - Jean-Yves Le Déaut, Parti socialiste, réélu dans  la 6e circonscription
    - Christian Eckert, 7e circonscription - PS : 25 % au 1er tour, qualifié pour le 2d tour ; élu avec 53,95 % des voix

  - en Meuse :
    - Bertrand Pancher - UMP : élu avec 53,17 % des voix dans la 1re circonscription.
    - Jean-Louis Dumont : de nouveau élu dans la 2e circonscription

  - en Moselle :
    - François Grosdidier, réélu avec 52,4 % des voix dans la première circonscription de la Moselle.
    - Denis Jacquat, réélu dans la deuxième circonscription de la Moselle avec 55,89 % des voix.
    - Marie-Jo Zimmermann élue dans la 3e circonscription électorale de la Moselle au premier tour avec 50,96 % des voix face à Marie-Anne Isler-Béguin
    - Alain Marty : réélu dans la quatrième circonscription de la Moselle. Il fait partie du groupe UMP
    - Céleste Lett : député de la 5e circonscription de la Moselle
    - Pierre Lang : réélu , dans la 6e circonscription de la Moselle. Membre du groupe UMP au début de la législature, il s'apparente au groupe Nouveau Centre en décembre 2007, tout en restant membre de l'UMP[12].
    - André Wojciechowski, élu dans la 7e circonscription de la Moselle avec 52,12 % des voix dès le premier tour, il succède ainsi au député sortant André Berthol.
    - Aurélie Filippetti, élue dans la 8e circonscription de Moselle (Rombas-Bouzonville) dont le député PS sortant Jean-Marie Aubron ne se représente pas[13]. Elle est élue avec 50,96 % des voix.
    - Jean-Marie Demange, membre de l'UMP dans la neuvième circonscription de la Moselle
    - Michel Liebgott, réélu dans la dixième circonscription de la Moselle.

  - dans les Vosges :
    - Michel Heinrich - UMP : réélu au 1er tour avec 53,15 % des voix dans la première circonscription
    - Gérard Cherpion - UMP : réélu avec 55 % des voix dans la deuxième circonscription
    - François Vannson - UMP : réélu au 1er tour avec 53,7 % des voix dans la troisième circonscription
    - Jean-Jacques Gaultier - UMP : réélu avec 55,72 % des voix dans la quatrième circonscription

  - dans les Vosges :
    - Michel Heinrich;
    - Gérard Cherpion;
    - François Vannson;
    - Jean-Jacques Gaultier.
- 22 juin : Jacqueline Panis devient sénatrice de Meurthe-et-Moselle à la suite du décès de Jacques Baudot. Elle est rattachée au groupe Union pour un mouvement populaire. Elle ne se représente pas à l'élection de septembre 2011.
- 22 au 24 juin : 52ème Rallye de Lorraine remporté par Éric Mauffrey et Marielle Grandemange sur une Peugeot 306 Maxi[14].

### Juillet
- 13 juillet : Nicolas Sarkozy prononce son "Discours d'Épinal" sur les institutions [7].

### Août
- Aurélie Charlier est élue reine de la mirabelle 2007, Miss Lorraine 2007 et Miss Meurthe-et-Moselle 2007[15]

### Septembre
- Lancement de 7minutes.tv[16], télévision généraliste avec un contenu rédactionnel, créé en septembre 2007 et mise en ligne en mars 2008

### Octobre
- 3 octobre : Michelin annonce la fermeture de l'usine Kléber de Toul pour 2009[7].
- 4, 5, 6 et 7 octobre : Festival international de géographie, à Saint-Dié-des-Vosges, sur le thème : La planète en mal d'énergies.

### Décembre
- 17 décembre : Le Soulèvement du Ghetto de Varsovie, tableau du peintre français Emmanuel Mané-Katz réalisé en 1946, est classé au titre objet des monuments historiques[17]. Cette huile sur toile représente un couple de jeunes gens pendant le soulèvement du ghetto de Varsovie en 1943 en Pologne. Elle fut peinte à la demande de l'Association culturelle juive de Nancy pour sa salle de conférence.
- 20 décembre : À Laneuveville-devant-Nancy, un déversement accidentel de 45 m3 d'eau ammoniaquée génère un nuage toxique[18].
- 29 décembre : Diffusion sur France 3 de Divine Émilie, téléfilm français réalisé par Arnaud Sélignac, et en partie tourné en Meurthe et Moselle.

## Inscriptions ou classement aux titre des monuments historiques
- Château de Bétange[19]

## Décès
- 21 juin à Nancy : Jacques Baudot, né le 9 mars 1936 à Nancy, homme politique français.
- 2 juillet à Saint-Dié-des-Vosges : Albert Ronsin, né à Blois le 20 juillet 1928, érudit français, historien de formation, qui fut bibliothécaire, conservateur de bibliothèque et conservateur de musée à Saint-Dié-des-Vosges, puis directeur des services culturels de cette ville[20].
- 17 juillet à Nancy : Hersz (Henri) Librach, né le 12 juillet 1924 à Varsovie, en Pologne, juif français d'origine polonaise, tailleur, résistant et survivant de la Shoah, un des témoins pour la partie civile lors de l’affaire Papon, jugée à Bordeaux en 1998.
- 19 août à Repaix (Meurthe-et-Moselle) : Gilles Fabre, né le 7 octobre 1933 à Blâmont (Meurthe-et-Moselle) , peintre français.
- 21 septembre à Nancy : Pol Konsler, tireur sportif français , membre de la société de tir de Nancy, né le 15 janvier 1913 à Nancy .
- 28 septembre : Edmond Pognon, bibliothécaire et historien médiéviste français, né à Toul le 4 avril 1911[21].